# Chalepophyllum guyanense
Chalepophyllum guyanense är en måreväxtart som beskrevs av Joseph Dalton Hooker. Chalepophyllum guyanense ingår i släktet Chalepophyllum och familjen måreväxter. Inga underarter finns listade i Catalogue of Life.